# Love - The 1st Concert
《LOVE (Digital Single)》是李昇基在今年2月10號~11號於首爾奧林匹克公園內的奧林匹克館舉行名為<李昇基的首場演唱會…LOVE>的現場收錄專輯。作為李昇基的第一次演唱會更是邀請了眾多歌手作為嘉賓出席,如PSY、Brian、EpikHigh、Eru、蔡妍等。
在情人節前夕以愛情為主題的這次的演唱會分為3個部份：
[第一部份]
將演唱是第一張專輯的成名曲<因為是我的女人>和第二張專輯的<Crazy For U>與第三張專輯<當男人愛上女人>裡的一些抒情歌曲。
[第二部份]
是以華麗的舞蹈組成。
[第三部份]
則是搖滾樂組成,內容非常豐富,發行的這張演唱會專輯裡收錄的是第一部份裡的三張專輯的抒情歌曲

## LOVE (Digital Single) The 1st Concert
這張專輯是李勝基在今年2月10~11號於首爾奧林匹克公園內的奧林匹克館舉行名為<李勝基的首場演唱會…LOVE>(LOVE (Digital Single))的現場收錄專輯,作為李勝基的第一次演唱會更是邀請了眾多歌手作為嘉賓出席,如PSY、Brian、EpikHigh、Eru、蔡妍等,在情人節前夕以愛情為主題的這次的演唱會分為3個部份,第一部將演唱是第一張專輯的成名曲<因為是我的女人>和第二張專輯的<Crazy For U>與第三張專輯<當男人愛上女人>裡的一些抒情歌曲,第二部份是以華麗的舞蹈組成,第三部份則是搖滾樂組成,內容非常豐富,發行的這張演唱會專輯裡收錄的是第一部份裡的三張專輯的抒情歌曲